# Naissance en 1262
Naissance
- 1258
- 1259
- 1260
- 1261
- 1262
- 1263
- 1264
- 1265
- 1266

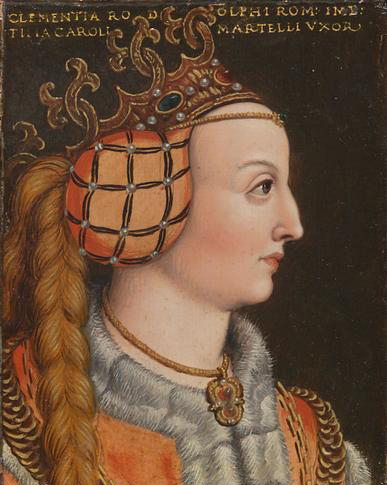
Clémence de Habsbourg, né en 1262.

Cette page dresse une liste de personnalités nées au cours de l'année 1262 :
- 6 mai : John Hastings (1er baron Hastings)

- Guan Daosheng, peintre, poétesse et calligraphe chinoise.
- Clémence de Habsbourg, reine titulaire consort de Hongrie.
- Jean II de Trébizonde, empereur de Trébizonde.
- Ladislas IV de Hongrie, roi de Hongrie.
- Bérenger de Landorre, maître de l'ordre des frères prêcheurs, puis archevêque de Saint-Jacques-de-Compostelle.
- Othon VII de Brandebourg, margrave de Brandebourg.
- Takatsukasa Kanetada, noble de cour japonais (kugyō) de l'époque de Kamakura.
- Ibn al-Ṭiqṭaqī, historien irakien.